# Resolució 1992 del Consell de Seguretat de les Nacions Unides
La Resolució 1992 del Consell de Seguretat de les Nacions Unides fou adoptada per unanimitat el 29 de juny de 2011. Després de recordar les resolucions anteriors sobre la situació a Costa d'Ivori, incloses les resolucions 1933 (2010), 1942 (2010), 1951 (2010), 1962 (2010), 1967 (2011), 1968 (2011), 1975 (2011), 1980 (2011) i 1981 (2011) el Consell va ampliar el desplegament temporal de tropes i equips de les Nacions Unides de la Missió de les Nacions Unides a Libèria (UNMIL) a l'Operació de les Nacions Unides a Costa d'Ivori (UNOCI) fins al 30 de setembre de 2011.

## Resolució

### Observacions
En el preàmbul de la resolució, el Consell va recordar els acords de cooperació entre Missions de manteniment de la pau de les Nacions Unides a la Resolució 1609 (2005) i Resolució 1938 (2010) i el paper de les tropes de la UNMIL al país.
Els membres del Consell van donar la benvinguda a les operacions conjuntes a la frontera entre Libèria i Costa d'Ivori per ambdues operacions de manteniment de la pau.

### Actes
El Consell, en virtut del Capítol VII de la Carta de les Nacions Unides, va renovar el desplegament temporal de tropes de la UNMIL fins al 30 de setembre de 2010. El desplegament temporal consistia en tres companyies d'infanteria, una unitat d'aviació i tres helicòpters armats amb tripulacions. Mentrestant, la resolució també va estendre l'increment temporal de 2.000 personal addicionals a la ONUCI fins al 31 de juliol de 2011.
Finalment, el Secretari General Ban Ki-moon havia d'informar abans del 15 de setembre de 2011 sobre la cooperació entre missions.